# Varmina indica
Varmina indica är en fjärilsart som beskrevs av Walker 1855. Varmina indica ingår i släktet Varmina och familjen tofsspinnare. Inga underarter finns listade i Catalogue of Life.